# Летописные названия Геленджика
Летописные названия Геленджика — зафиксированные в исторических хрониках разноязычные и относящиеся к разным культурам названия населённого пункта, существовавшего на территории современного города Геленджика с древнейших времён.
Самым ранним названием Геленджика считается Торик (др.-греч. Τορικός), предположительно основанный в VI веке до н.э. греческими переселенцами с севера современной Турции.
Впоследствии поселение носило название Пагры. Название (в переводе — «у источника реки») присвоено Торику в 63 году до н.э. Римом, после вхождения древнегреческой колонии в состав империи.
К району современного Геленджика летописное поселение Торик/Пагры привязано советскими археологами недавно — в 1971 году, на основании описаний в старинных источниках.
В VI веке нашей эры в районе современного Геленджика располагалась византийская гавань Гептала или Ептала (епта-ла — «семь лагун»).
Между XIII и XV столетиями поселение известно как генуэзская крепость Мавролако (что означает «Черная лагуна» или «Черный залив»).
Современное название поселение обрело в конце XV века, когда стало частью Османской империи, возникшей на месте Византии. Бывшая Ептала становится одним из главнейших мест вывоза молодых невольниц в турецкие гаремы. Новое название — «Геленджик» — означает на турецком языке «белая невесточка».
Согласно другой версии, топоним берёт своё начало от адыгского (натухайского) названия данной местности — Хъулъыжъий, что в переводе означает — «Маленькое пастбище» (хъулъы (хъулъэ) — «пастбище» или «поляна», жъий — «маленький»).